# 钱冠林
钱冠林（1946年—），男，江苏阜宁人，中华人民共和国政治人物。

## 生平
早年毕业于上海海关学校。1990年，担任海关总署副署长。1993年，升任海关总署署长。2001年改任国家税务总局副局长。2012年，任全国政协人口资源环境委员会副主任。